# Polybioides raphigastra
Polybioides raphigastra är en getingart som först beskrevs av Henri Saussure 1854.  Polybioides raphigastra ingår i släktet Polybioides och familjen getingar. Inga underarter finns listade i Catalogue of Life.